# Wanderley Geraldo de Ávila
Wanderley Geraldo de Ávila (Joaquim Felício, 19 de outubro de 1949) é um político, professor e advogado brasileiro do estado de Minas Gerais. Foi prefeito do município de Pirapora, no mandato de 1983 a 1988. Em 1991 colocou o seu nome à candidatura de uma cadeira na Assembleia Legislativa do Estado de Minas Gerais, sendo eleito para a 12ª legislatura pelo PSDB. Foi reeleito nos três pleitos seguintes (13ª, 14ª e 15ª legislaturas), tendo renunciado em 1 de outubro de 2004 quando foi eleito Conselheiro do Tribunal de Contas.

## Biografia
Cursou o ensino fundamental em Várzea da Palma e Diamantina, e o ensino médio em Belo Horizonte. Em 1972 formou-se em Letras pela Faculdade de Ciências Humanas da Pontifícia Universidade Católica (PUC-MG), em Belo Horizonte. Em 1981 tornou-se graduou-se em Direito pela Faculdade de Direito do Norte de Minas – UNIMONTES, em Montes Claros. Foi professor concursado da Faculdade de Filosofia, Ciências e Letras de Diamantina, professor do Colégio Joseph Hein, de Várzea da Palma, da Escola Estadual Leopoldo Miranda, de Diamantina, e do Colégio Diamantinense. Foi professor do Colégio Estadual Belo Horizonte e Diretor do Colégio São João Batista, de Pirapora, no período de 1976 a 1982. Iniciou sua carreira política como Prefeito de Pirapora, exercendo seu mandato no período de 1983 a 1988. Encerrado o mandato de prefeito, candidatou-se à Assembléia Legislativa de Minas Gerais - ALEMG e foi eleito para quatro legislaturas sucessivas, a partir de 1991.

### Deputado estadual
Na Assembléia Legislativa do Estado de Minas Gerais, Ávila foi vice-líder do PSDB entre 1991 e 1992, e líder de 1993 a 1994. Foi vice-presidente da casa no período de 1995 a 1996. No período dezembro de 1996 a janeiro de 1997 esteve na presidência da assembleia. Esteve também no cargo de 2º secretário de fevereiro de 2001 a dezembro de 2002. Foi membro e relator da Comissão Interestadual Parlamentar de Estudos para o Desenvolvimento Sustentável da Bacia do Rio São Francisco.

### Tribunal de Contas do Estado

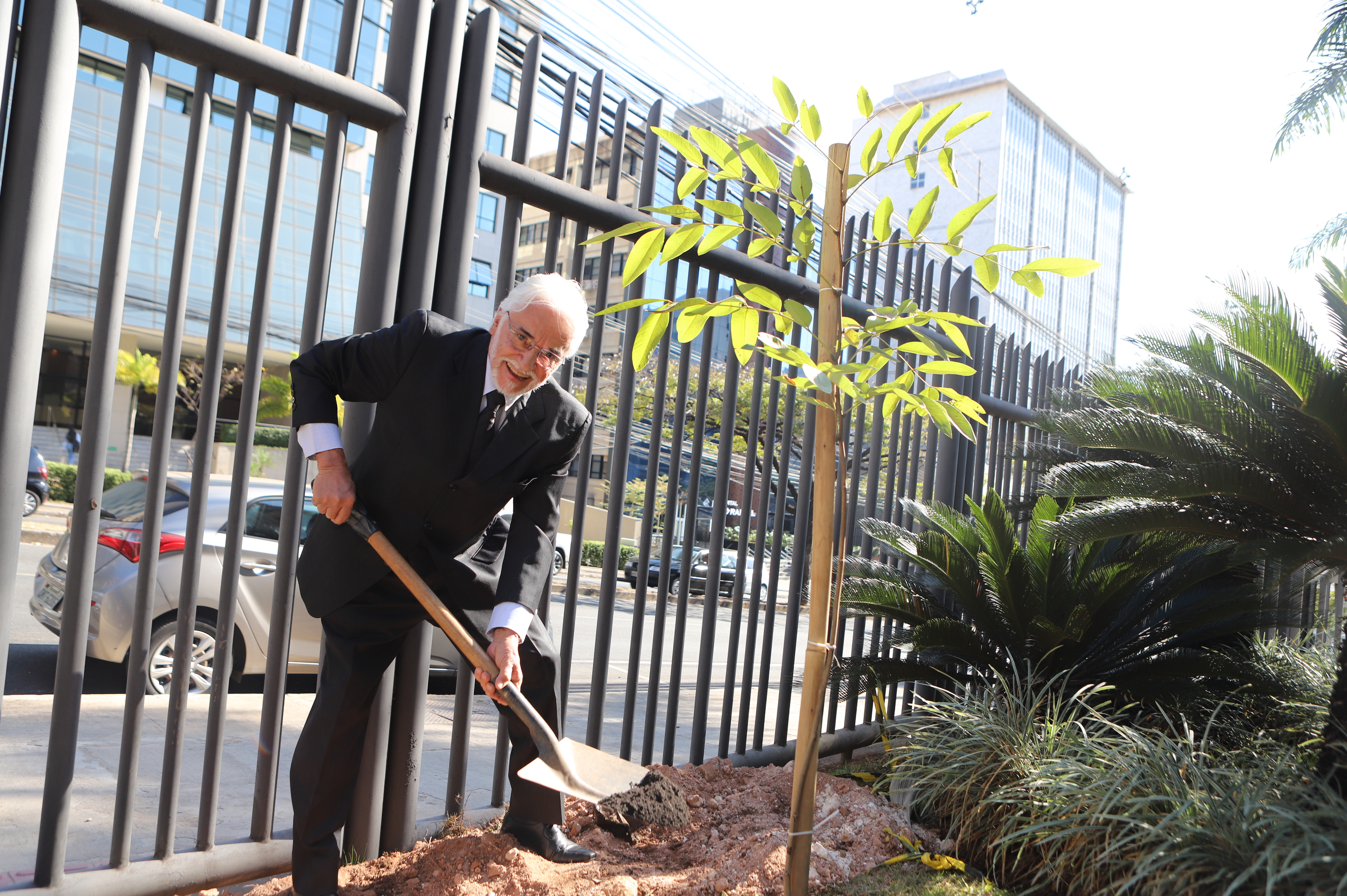
Conselheiro Wanderley Ávila planta acácia amarela no TCEMG em ato simbólico de agradecimento no TCEMG.

Ávila interrompeu a sequência de candidaturas para assumir o cargo de conselheiro do Tribunal de Contas do Estado de Minas Gerais (TCEMG) no dia 30 de setembro de 2004, em substituição ao conselheiro João Bosco Murta Lages, que havia falecido. No dia 2 de fevereiro de 2005 assumiu o cargo de conselheiro-corregedor, deixando-o para assumir o cargo de vice-presidente em 7 de fevereiro de 2007. Tomou posse na presidência do TCE no dia 12 de fevereiro de 2009, cumprindo um mandato de dois anos, encerrado em 8 de fevereiro de 2011.
Foi também membro de vários conselhos, como o conselho curador da Fundação Estadual do Meio Ambiente (FEAM), o conselho estadual do CNEC, o conselho da ADEMG e segundo-secretariado do Instituto Rui Barbosa. É conselheiro grande benemérito do Clube Atlético Mineiro.
Face à renúncia do conselheiro Antônio Carlos Doorgal de Andrada ao cargo de presidente do TCEMG, Wanderley Ávila foi reeleito e tomou posse em 18 de maio de 2012 como presidente desta instituição, cargo que exerceu até 20 de fevereiro de 2013.